# آيو (قمر)

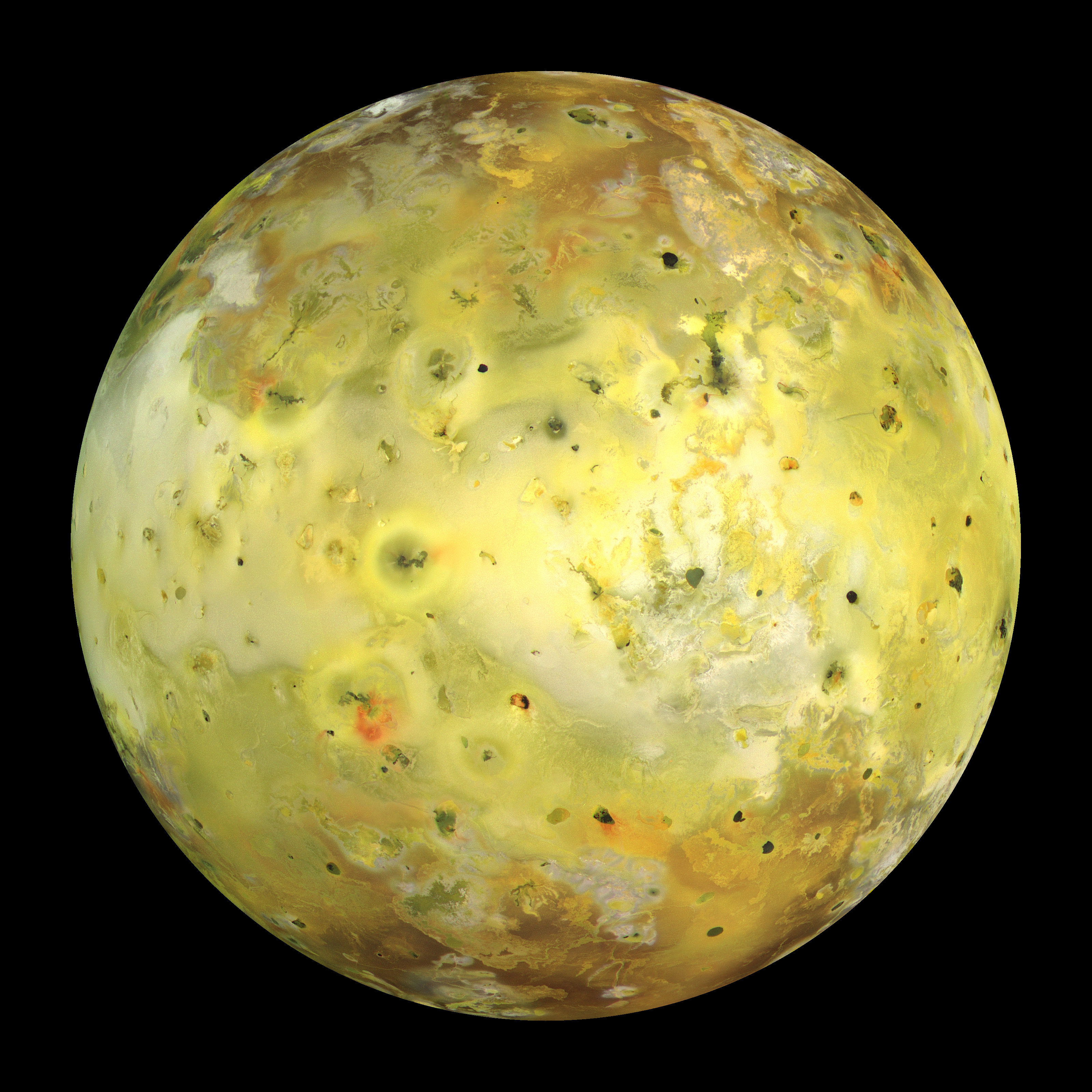
القمر آيو

أيو هو القمر الداخلي للأقمار الجاليلية الأربعة لكوكب المشتري. القمر هو الرابع من حيث الحجم ولكن كثافته هي الأعلى من بين كل الأقمار كما أنه يحتوي على أقل كمية من الماء في أي جسم فلكي في المجموعة الشمسية. تم اكتشاف القمر في 1610 وتمت تسميته على الشخصية الأسطورية أيو وهي كاهنة هيرا التي أصبحت إحدى حبيبات زيوس.
مع وجود أكثر من 400 بركان نشط فإن أيو واحد من أكثر الأجسام الفلكية نشاطا في المجموعة الشمسية. هذا النشاط الجيولوجي الضخم سببه التسخين المديّ الناتج عن الاحتكاك داخل باطن أيو بسبب سحب القمر بين جاذبية المشتري وجاذبية الأقمار الجاليلية الباقية: يوروبا وجانيميد وكاليستو. تنتج العديد من البراكين سحبا من الكبريت وثاني أكسيد الكبريت والتي تتصاعد لمسافة 500 كم فوق سطح القمر. سطح أيو أيضا منقط بأكثر من 100 جبل والذين ارتفعوا بسبب الضغط الهائل في قاع قشرة أيو. بعض هذه القمم أعلى من قمة إيفرست. . على عكس معظم الأقمار في المجموعة الشمسية الخارجية والتي تتكون غالبا من جليد الماء، إلا أن أيو يتكون أساسيا من صخر السليلكات والذي يحيط بالحديد المنصهر أو خليط من الكبريت والحديد.
النشاط البركاني لأيو مسئول عن كثير من صفاته المميزة. حيث تنتج سحبه البركانية والحمم التي تسيل على سطحه تغيرات كبيرة في السطح كما تلون السطح بدرجات مختلفة من الأصفر والأحمر والأبيض والأسود والأخضر بشكل رئيسي بسبب مركبات الكبريت. تسيل كميات ضخمة من الحمم البركانية لمسافات تصل إلى 500 كم على سطح القمر. المركبات الناتجة عن هذا النشاط البركاني هي ما تشكل غلاف القمر الجوي الخفيف.
لعب أيو دورا كبيرا في تطور علم الفلك في القرنين السابع عشر والثامن عشر. تم اكتشاف القمر في عام 1610 بواسطة جاليليو جاليلي مع الأقمار الجاليلية الأخرى. دفع هذا الاكتشاف نحو تبني فكرة كوبرنيكوس للنظام الشمسي ومن ثم تطوير قوانين كبلر للحركة وأول قياس لسرعة الضوء. من الأرض بقي أيو مجرد نقطة من الضوء حتى أواخر القرن التاسع عشر وبداية القرن العشرين حين أصبح من الممكن رؤية تفاصيل سطحه كالبقعة الحمراء الداكنة في قطبه. في عام 1979 سفينتي فوياجر أظهروا أيو بأنه عالم جغرافي نشط بمواصفات بركانية مميزة وجبال ضخمة وسطح بدون اصطدامات. قامت سفينة جاليليو بالطيران قرب القمر عدة مرات في التسعينات وفي بداية القرن الحادي والعشرين حيث قامت بتجميع معلومات وبيانات عن التركيب الداخلي لأيو وعن تكوين سطحه.
ملاحظات أخرى لأيو كانت بواسطة كاسيني في سنة 2000 ونيو هورايزون في عام 2007 بالإضافة إلى تلسكوب هابل.
من على سطح أيو يظهر كوكب المشتري في حيز 19.5 درجة مما يجعل المشتري يظهر بحجم 39 ضعف لحجم القمر كما نراه من على سطح الأرض.

## التسمية

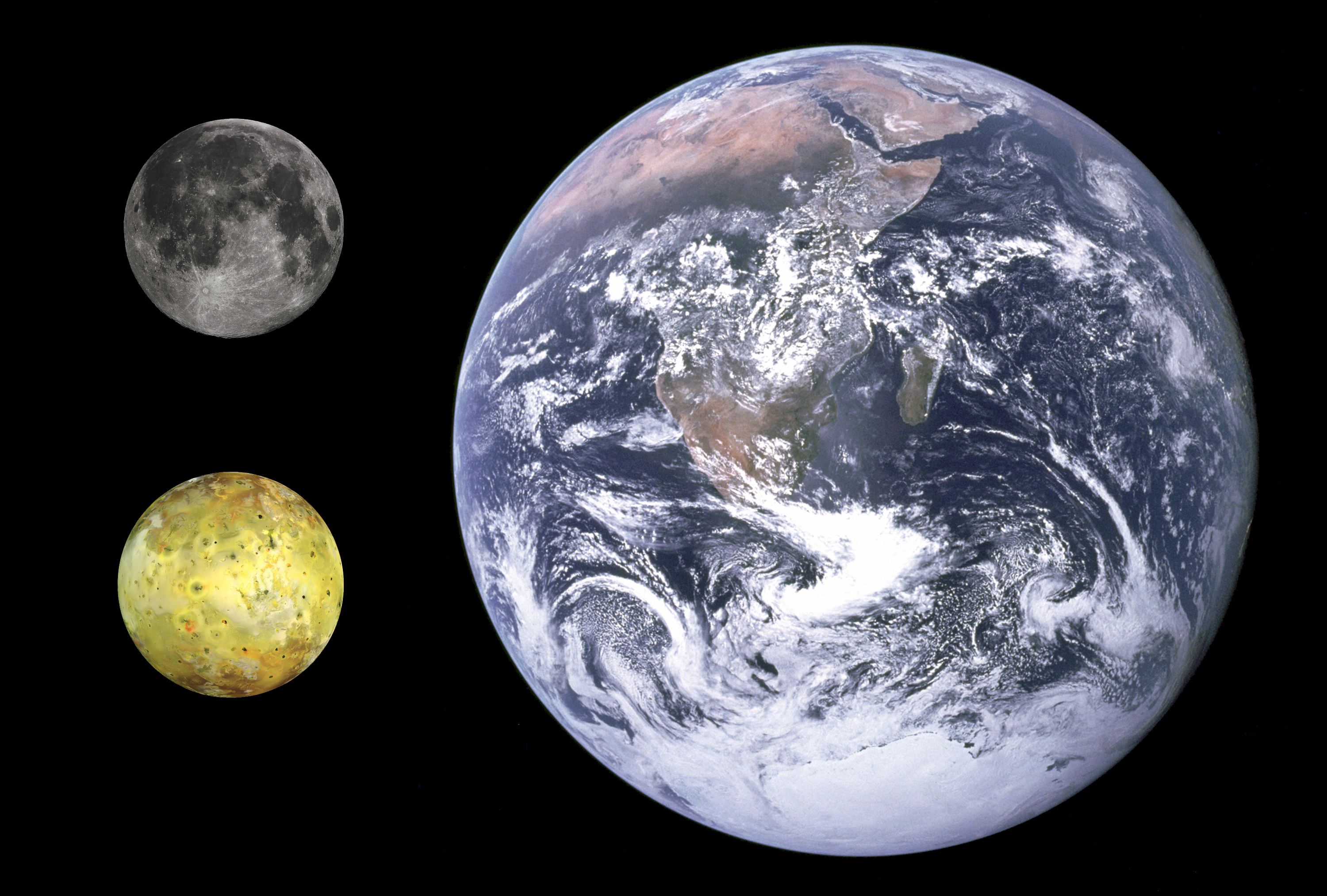
مقارنة حجم كل من الأرض والقمر وأيو

على الرغم من أن اكتشاف الأقمار الجاليلية لا يرجع إلى سيمون ماريوس إلا أنه تم تبني تسميته لها. في كتابه المنشور في عام 1614 Mundus Iovialis anno M.DC.IX Detectus Ope Perspicilli Belgici اقترح عدة أسماء بديلة للقمر الداخلي للمشتري مثل «عطارد المشتري» و «أول أقمار جوفيان». إلا أنه بناء على اقتراح جوهانز كبلر في أكتوبر 1613 بتسمية الأقمار على أسماء محبوبات الشخصية الأسطورية اليونانية زيوس أو نظيره الروماني جوبتر (المشتري). وقام بتسمية القمر الداخلي للمشتري على اسم الشخصية الأسطورية اليونانية أيو. لم يتم اعتبار أسماء ماريوس حتى القرون الأخيرة حيث كان يُطلق على القمر بطريقة الترقيم الرومانية وهي طريقة جاليليو باسم «المشترى I»  أو «أول أقمار المشتري».
الأشياء على أيو تمت تسميتها على اسم شخصيات وأماكن في أسطورة أيو بالإضافة إلى آلهة النار والبراكين والشمس والرعد من أساطير مختلفة وشخصيات وأماكن من جحيم دانتى كأسماء مناسبة لطبيعة البراكين. ولأن سطح القمر تمت رؤيته لأول مرة بوضوح عن طريق فوياجر 1 فقد وافق الاتحاد العالمي للفلك على 225 اسم لبراكين وجبال في أيو.

## تاريخ الملاحظة

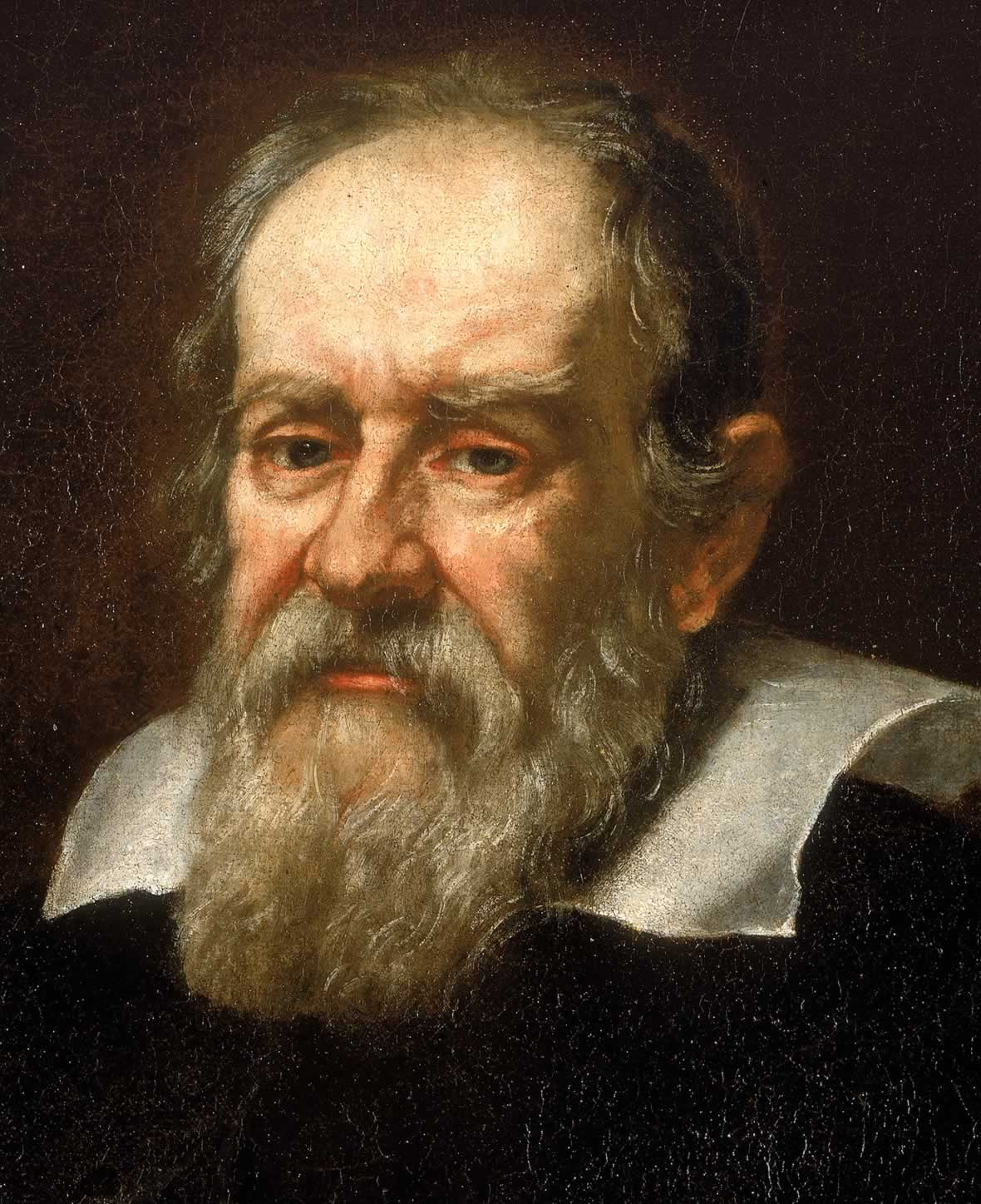
جاليليو جاليلي مكتشف أيو

أول ملاحظة مسجلة أيو كانت بواسطة جاليليو جاليلي في 7 يناير 1610 باستخدام تليسكوب كاسر بقوة تكبير 20 ضعف في جامعة بادوا. إلا أنه في هذه الملاحظة لم يتمكن جاليليو من التفريق بين أيو ويوروبا بسبب قوة التكبير القليلة للتلسكوب الخاص به. لذا فقد قام بتسجيل الاثنين كنقطة ضوء واحدة. تمت رؤية أيو ويوروبا منفصلين لأول مرة أثناء ملاحظة جاليليو لنظام جوفيان في اليوم التالي 8 يناير 1610. تم نشر اكتشاف أيو والأقمار الجاليلية الأخرى في عمل جاليليو Sidereus Nuncius في مارس 1610.
سمح تحسن تكنولوجيا التلسكوبات في أواخر القرن التاسع عشر وأوائل القرن العشرين للفلكيين برؤية تفاصيل واضحة لسطح أيو. إدوارد بارنارد كان أول من اكتشف الاختلاف في السطوع بين المنطقة الاستوائية والقطبية للقمر وأرجع ذلك إلى الاختلاف في اللون. الملاحظات اللاحقة من التلسكوبات أكدت اللون الأحمر البني لقطبي أيو والشريط الأصفر الأبيض عند خط الاستواء.

### بيونير
أول سفينة فضاء تمر بجوار أيو هي بيونير 10 و11 في 3 ديسمبر 1973 و2 ديسمبر 1974 على الترتيب. التتبع الراديوي قدم تقديرا محسّنا لكتلة أيو والتي مع المعلومات المتوفرة عن حجم أيو اقترحت أن أيو يمتلك الكثافة الأعلى بين الأقمار الأربعة وأنه متكون بشكل رئيسي من صخر السليكات وليس من جليد الماء.

### فوياجر

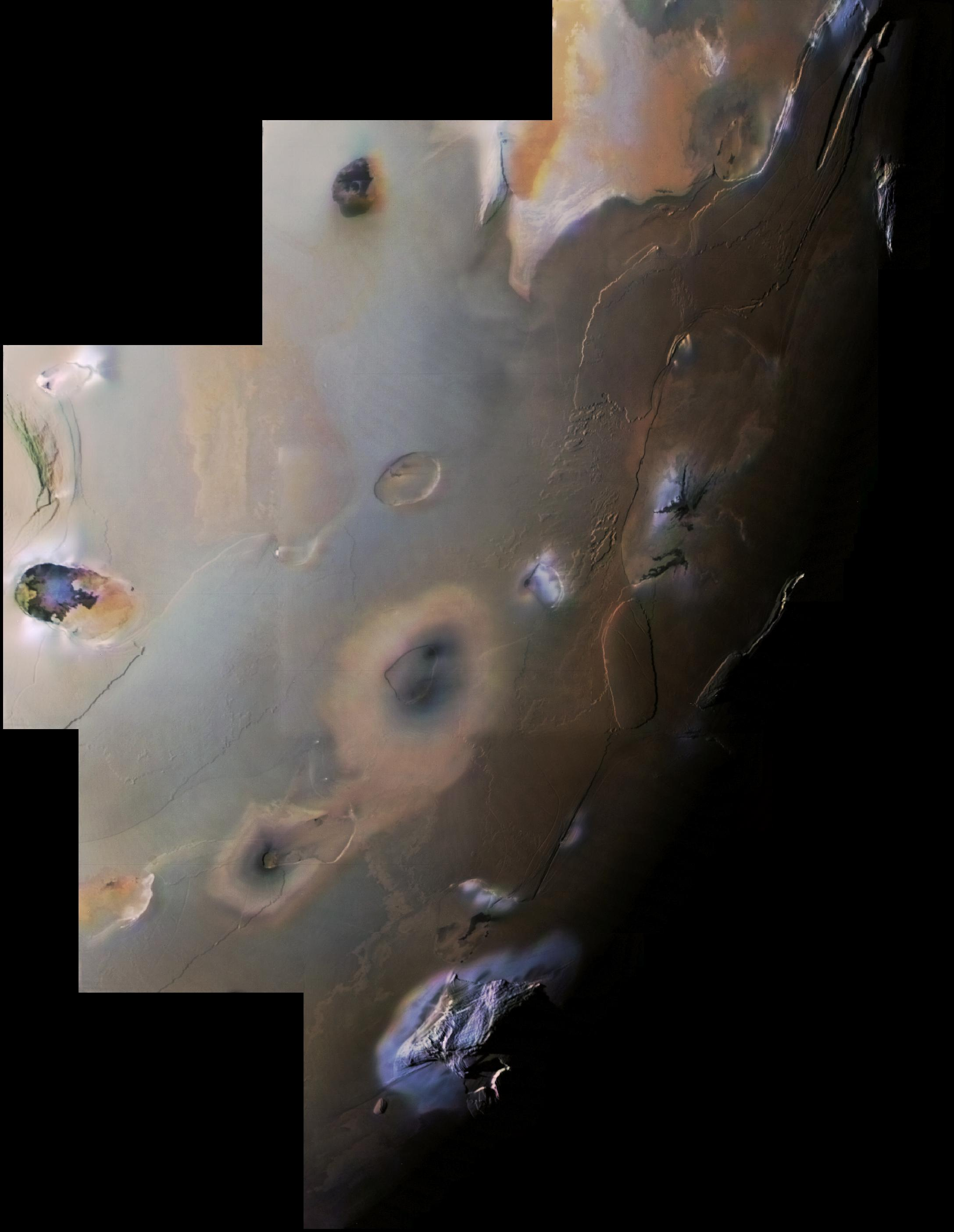
أحد صور فوياجر 1 تظهر القطب الجنوبي لأيو.

عند مرور المسبارين التوأمين فوياجر 1 وفوياجر 2 بأيو في 1979، سمح نظام التصوير الأكثر تقدما الخاص بهما بالتقاط صور أكثر وضوحا وتفاصيلا. طار فوياجر 1 مرورا بأيو في 5 مارس 1979 من مسافة 20600 كم من سطح القمر. الصور التي عادت أظهرت سطحا غريبا عديد الألوان وبدون اصطدامات. الصورة الأكثر وضوحا أظهرت سطحا قليل العمر نسبيا منقط بحفر غريبة الشكل، وجبال أعلى من جبل إيفرست وأشكال تشبه حمما بركانية.
مرت فوياجر 2 بأيو في 9 يوليو 1979 من مسافة 1130000 كم من سطح أيو. وعلى الرغم من أنه لم يقترب كما فعل فوياجر 1 إلا أن المقارنة بين الصور الملتقطة عن طريق المسبارين أظهرت اختلافا في السطح في مدة الأربع شهور بين المسبارين.

### جاليليو

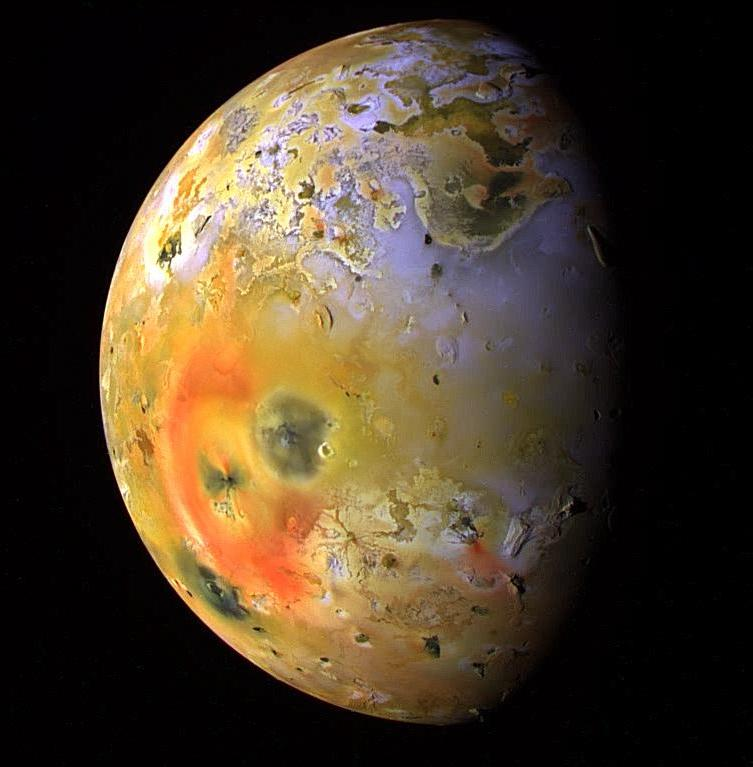
صورة معززة لأحد صور جاليليو لأيو وتظهر حلقة حمراء وهي انفجار بركاني في عام 1997

وصلت سفينة جاليليو إلى المشترى في عام 1995 بعد رحلة دامت 6 سنوات من الأرض لتكمل اكتشافات مسباري فوياجر والملاحظات من على سطح الأرض على مدار السنين. وجود أيو في أحد أكثر الأحزمة الإشعاعية لكوكب المشتري قوة ألغى فكرة الطيران القريب إلا أن جاليليو مرت قريبة بالكاد قبل دخول مداره. على الرغم من أنه لم يتم التقاط صور أثناء المرور القريب لجاليليو في 7 ديسمبر 1995 إلا أن الاقتراب قدم نتائج رائعة كاكتشاف اللب الحديدي الضخم والذي يشبه الموجود في الكواكب الصخرية في المجموعة الشمسية.

### الملاحظات التالية

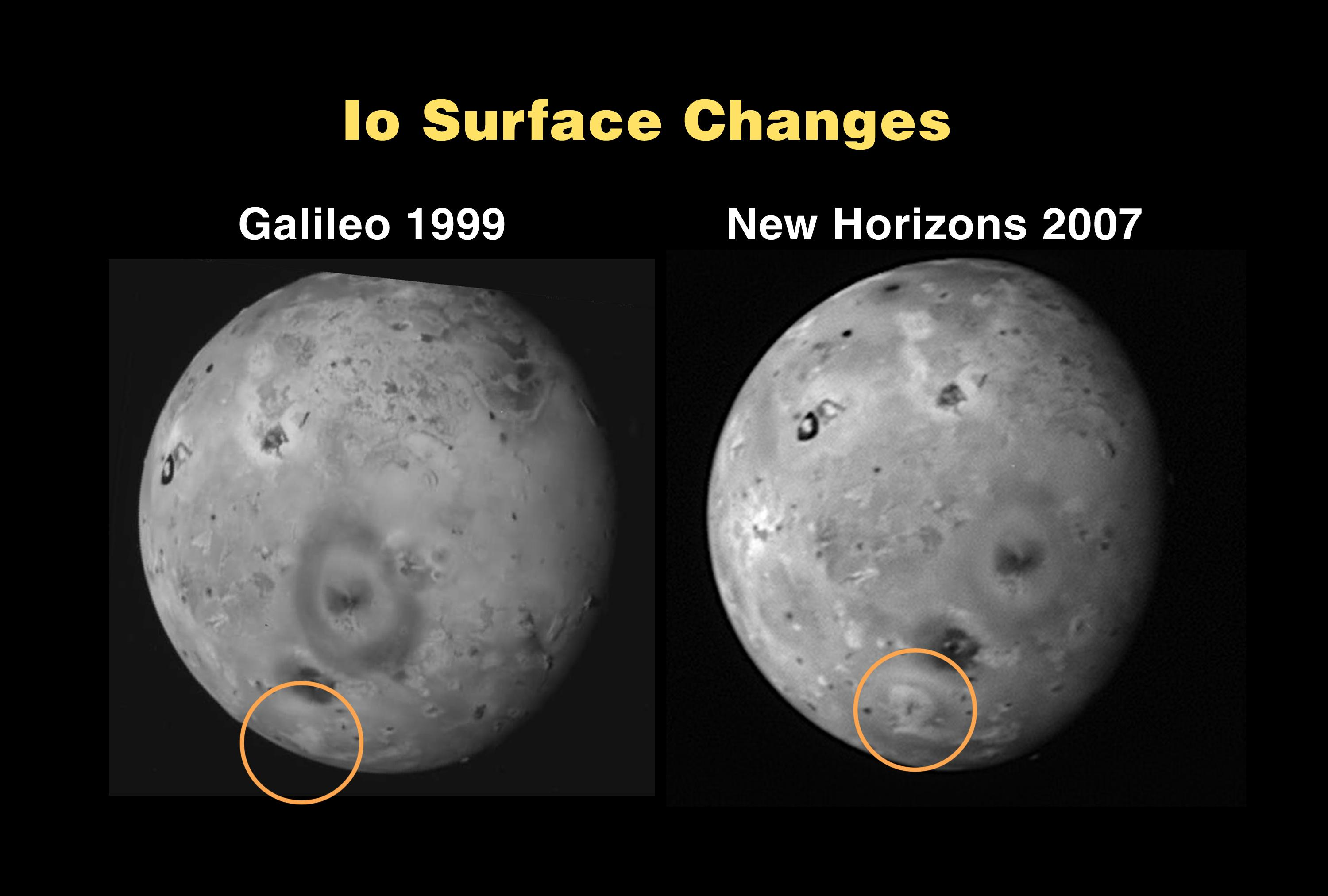
الاختلافات في السنوات الثمانية بين مسبار جاليليو ونيو هورايزونز

بعد تدمير مسبار جاليليو المخطط في غلاف المشتري في سبتمبر 2003، أتت ملاحظات جديد لنشاط آيو البركاني من التلسكوبات الموجودة على سطح الأرض خاصة من الصور البصرية من تلسكوب كيك في هاواي وصور تلسكوب هابل والتي سمحت للفلكيين بمتابعة نشاط أيو البركاني.
مرت مركبة نيو هورايزونز وفي طريقها إلى بلوتو وحزام كويبر بنظام جوفيان وأيو في 38 فبراير 2007. أثناء المرور تم التقاط العديد من الصور من مسافة بعيدة للقمر. من بين هذه الصور كانت صورة للسحب المتصاعدة من تفاشتر والتي تعتبر أول صورة واضحة التفاصيل لأكبر السحب المتصاعدة من البراكين في آيو منذ ملاحظات سحب بيلى في 1979. التقطت نيو هورايزونز أيضا صورا لبركان قرب جيرو بيتيرا في المراحل الأولى لثورانه بالإضافة إلى عدة انفجارات بركانية أخرى والتي حدثت منذ مسبار جاليليو.

## المدار والدوران

الرنين المداري لآيو مع يوروبا وجانيميد

يدور آيو حول المشتري على مسافة 421.700 كم من مركز المشتري و350.000 كم من قمة سُحبه. آيو هو القمر الداخلي من الأقمار الجاليلية الأربعة للمشتري حيث يوجد مداره بين ثيبس ويوروبا. باعتبار الأقمار الداخلية للمشتري فإن آيو هو القمر الخامس بعدا عن المشتري. يستغرق آيو 42.5 ساعة ليكمل دورة كاملة حول المشتري (سريع بشكل كاف ليتم ملاحظته وملاحظة حركته خلال ليلة واحدة). آيو في رنين مداري 2:1 مع يوروبا و4:1 مع جانيميد حيث يكمل دورتين حول المشتري لكل دورة واحدة ليوروبا ويكمل 4 دورات لكل دورة واحدة لغانيميد. هذا الرنين يساعد في المحافظة على الانحراف المداري الخاص بآيو (0.0041) والذي بدوره يوفر المصدر الرئيسي للحرارة ونشاطه الجيولوجي.
مثل الأقمار الجاليلية الأخرى والقمر، فإن آيو يدور حول المشتري في تقييد مدي مع مدته المدارية مما يجعل جانبا واحدا من القمر مواجها للمشتري.

## التفاعل مع مجال المشتري المغناطيسي

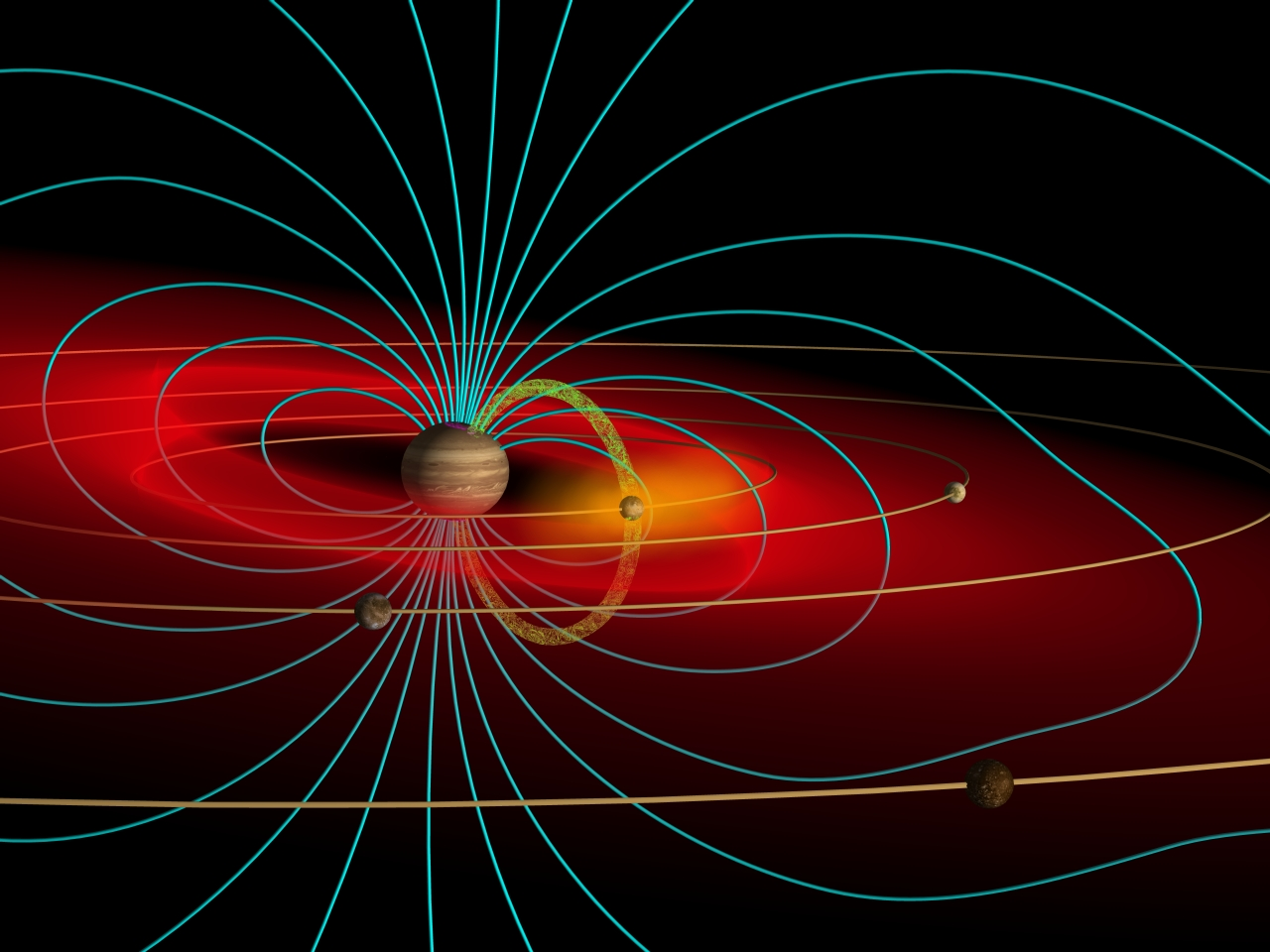
رسم لغلاف المشتري المغناطيسي والمكونات المتأثرة بآيو (قرب منتصف الصورة): البلازما بالأحمر والسحابة المتعادلة بالأصفر وخطوط المجال المغناطيسي بالأزرق.

يلعب آيو دورا هاما في تشكيل مجال المشتري المغناطيسي حيث يعمل كمولد كهربائي قادر على توليد 400000 فولت حول نفسه وتكوين تيار كهربائي من 3 ملايين أمبير مطلقا الأيونات التي تعطي المشتري مجالا مغناطيسيا والذي يتضاعف في الحجم عن ما كان سيكون بدون وجود القمر. يكنس مجال المشتري المغناطيسي الغازات والغبار من غلاف آيو الرقيق بمعدل 1 طن لكل ثانية. تتكون هذه المواد غالبا من الكبريت الذري والمتأين والأكسجين والكلور والصوديوم والبوتاسيوم الذري وغبار كلورايد الصوديوم. تنتج هذه المواد من نشاط آيو البركاني إلا أن المواد التي تهرب إلى مجال المشتري المغناطيسي وإلى الفضاء بين الكواكب تأتي مباشرة من غلاف آيو.
حول آيو وعلى مسافة تصل إلى 6 أضعاف قطر آيو توجد سحابة من الكبريت المتعادل والأكسجين والصوديوم وذرات البوتاسيوم. هذه الجزيئات تتكون في غلاف آيو العلوي وتثار باصطدام الأيونات وبعمليات أخرى في كرة هيل وهي المنطقة التي تطغى فيها جاذبية آيو على جاذبية المشتري. تهرب بعض هذه المواد من جاذبية آيو وتنطلق لتدور حول المشتري.

## جيولوجيا
آيو أكبر قليلا من القمر حيث يمتلك قطر 1821.3 كم (أكثر 5% من القمر) وكتلة 8.9319×1022 كجم (أكثر 21% من القمر). كما أن شكله ليس كرويا بالضبط وإنما في شكل قطع ناقص بحيث أن محوره الأطول ناحية المشتري. من بين الأقمار الجاليلية في الحجم والكتلة فإن آيو يقع خلف جانيميد وكاليستو ولكن في مقدمة اوروبا.

### تكوينه الداخلي
يتكون آيو بشكل رئيسي من صخر السليكات ولذا فهو قريب في التكوين من الكواكب الصخرية عن الأقمار الأخرى الموجودة في المجموعة الشمسية الخارجية والتي تتكون عادة من جليد الماء والسليكات. تبلغ كثافة آيو 3.5275 جم/سم مكعب وهو بذلك الأعلى كثافة من بين كل أقمار المجموعة الشمسية وأعلى بكثير من الأقمار الجاليلية الأخرى وخاصة جانيميد وكاليستو والذين تتراوح كثافتهما في حدود 1.9 جم/سم مكعب وأعلى قليلا من القمر.
```
[
35
]
 تقترح التصورات بناء على قياسات 
فوياجر
 وجاليليو لكتلة آيو وقطره ومعدل سحبه الجذبوي (مقدار رقمي يساوي كم يتم توزيع الكتلة على الجسم) أن داخل القمر موزع بين القشرة الغنية بالسليكات وطبقة الوشاح بالإضافة إلى الحديد أو كبريتات الحديد في اللب.
[
23
]
 يشكل لب آيو الحديدي تقريبا 20% من كتلته.
[
36
]
 بالنظر إلى كمية الكبريت في اللب فإن قطر اللب يساوي ما بين 350 و650 كم إن كانت مكونة من الحديد بالكامل وبين 550 و900 كم إن كانت خليطا من الكبريت والحديد.
[
37
]
```

### التسخين المدي
على عكس الأرض والقمر فإن المصدر الرئيسي للحرارة الداخلية لآيو تأتي من توزيع حدوث المد بدلا من القلب المشع  وذلك نتيجة للرنين المداري لآيو مع يوروبا وجانيميد. يعتمد هذا التسخين على البعد من المشتري وعلى انحرافه المداري وتكوينه من الداخل وحالته الفيزيائية.
على الرغم من وجود اتفاق عام على ان مصدر الحرارة الظاهرة في العديد من براكينه النشطة هو التسخين المدي الناتجة عن مد وسحب جاذبية المشتري وقمره يوروبا،  إلا أن البراكين ليست موجودة في المكان المتوقع عن التسخين المدي ولكنهم منحرفين بمقدار 30 إلى 60 درجة ناحية الشرق. تقترح دراسة نُشرت بواسطة تايلر في 2015 أن هذا الانحراف ناحية الشرق سببه محيط من الحمم البركانية تحت السطح الصخري. حيث أن حركة هذه الحمم ستنتج المزيد من الحرارة ناتجة عن الاحتكاك بسبب لزوجة الحمم العالية. ناشر البحث يعتقد أن هذا المحيط يتكون من الصخور المنصهرة والصلبة.
هناك أقمار أخرى في المجموعة الشمسية بها تسخين مدي أيضا. كما أنها تنتج المزيد من الحرارة أيضا بسبب احتكاك محيط من الحمم البركانية تحت السطح الصخري. هذه القدرة على إنتاج الحرارة في محيط تحت السطح تزيد من فرص الحياة على أجسام فلكية مثل يوروبا وإنسيلادوس.

## السطح

خريطة سطح آيو

بناء على خبرات العلماء السابقة مع سطوح القمر والمريخ وعطارد، فقد توقع العلماء وجود العديد من الفوهات الصدمية في أوائل صور فوياجر 1. كثافة الفوهات الصدمية لآيو ستعطي تقديرا لعمر القمر. إلا أن العلماء تفاجأوا بأن سطح آيو خالي تماما تقريبا من أي فوهات صدمية ولكنه على العكس كان مغطى بسطح مستو ومنقط بجبال عالية وحفر مختلفة الأشكال والأحجام وحمم بركانية تسيل على السطح.

### تكوين السطح
شكل آيو الملون هو نتيجة للمواد المترسبة نتيجة لنشاطه البركاني الشديد مثل السليكات والكبريت وثاني أكسيد الكبريت. تنتشر سحب ثاني أكسيد الكبريت على سطح القمر مشكلة مساحات شاسعة مغطاه باللون الأبيض أو الرمادي. يمكن رؤية الكبريت أيضا في مناطق مختلفة من سطح القمر مكونة مناطق صفراء أو خضراء. غالبا ما يتم تدمير الكبريت المترسب في المناطق القطبية بفعل الإشعاع. هذا التدمير هو ما يسبب اللون الأحمر البني عند قطبي آيو.

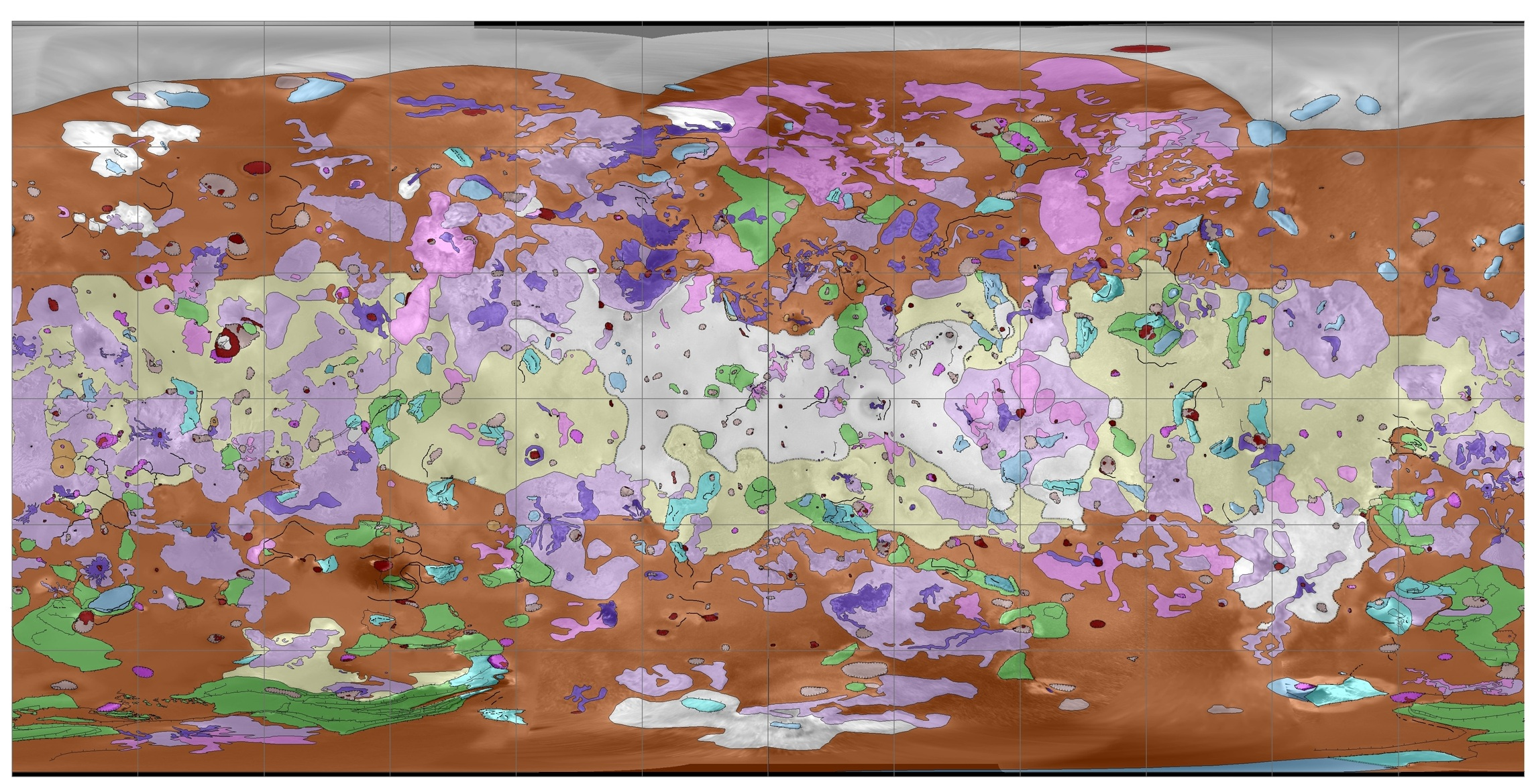
خريطة جيولوجية لآيو

الخريطة التكوينية وكثافة آيو العالية تقترح أن القمر يحتوي القليل من الماء أو لا يحتوي على ماء على الإطلاق. على الرغم من وجود حفر صغيرة بها جليد الماء أو معادن مماهة خاصة على شمال غرب القمر. يحتوي آيو على أقل كمية من الماء على أي جسيم في المجموعة الشمسية. هذا النقص الشديد في المياه سببه غالبا هو أن سخونة المشتري كفاية في أثناء تطور المجموعة الشمسية بشكل كاف لإزالة المواد المتطايرة مثل الماء.

### النشاط البركاني

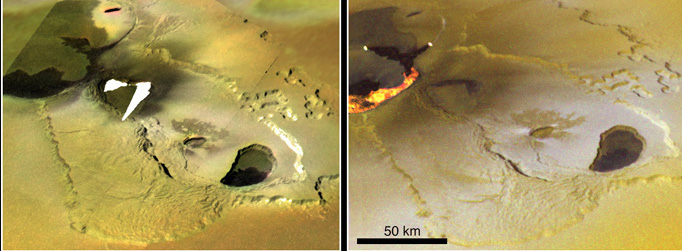
صورة ملتقطة في 1999 بواسطة جاليليو تظهر حمم بركانية تسيل في منطقة تفاشتر.

التسخين المدي الناتج عن التذبذب المداري لآيو جعل آيو الجسم الأكثر نشاطا بركانيا في المجموعة الشمسية باحتوائه على المئات من المراكز البركانية والحمم البركانية السائلة بكميات ضخمة. أثناء الثوران البركاني الضخم تسيل الحمم البركانية لعشرات وأحيانا مئات الكيلومترات والتي تتكون بشكل رئيسي من بازلت السليكات.
سطح آيو منقط بالانخفاضات البركانية والتي عادة ما تكون منبسطة القاع ومحاطة بجدران. هذه الانخفاضات تشبه الكالديرا الأرضية لكن ليس معروفا ما إذا كانت تتشكل عن طريق الانهدام على غرفة حمم بركانية فارغة مثل نظيراتها الأرضية أم لا. بعض الافتراضات تقترح تشكلها عن طريق خروج الجيب البركاني والمواد الخارجية تطرد للخارج أو تسقط داخل الجيب البركاني. على عكس نظيراتها في الأرض والمريخ فإن هذه الانخفاضات لا تقع عند قمة البركان الدرعي وعادة ما تكون أكبر بمتوسط نصف قطر 41 كم حيث أكبرها هي لوكي باتيرا والتي تبلغ 202 كم. لوكي هو أيضا البركان الأكثر عنفا على آيو حيث يساهم بحوالي 25% من الحرارة الناتجة خارجيا من آيو. هذه المناطق عادة ما تكون مناطق الثورات البركانية سواء عن طريق سيل الحمم البركانية أو في شكل بحيرة من الحمم. بحيرات الحمم على آيو تمتلك إما قشرة حمم متبدلة كما في بيلى أو قشرة تتبدل باستمرار كما في لوكي.
تحليل صور مسبار فوياجر أدت العلماء إلى الاعتقاد بأن هذه السيول من الحمم البركانية تتكون بشكل رئيسي من مركبات الكبريت المنصهر المختلفة. إلا أن الدراسات بالأشعة تحت الحمراء من على سطح الأرض والقياسات من مسبار جاليليو أشارت إلى أن الحمم تتكون من حمم بالستية. هذه الفرضية تستند إلى قياس الحرارة لمناطق آيو الساخنة أو مناطق الانبعاث الحراري والتي تصل إلى 1300 كيلفن وفي بعض المناطق إلى 1600 كيلفن. القياسات المبدأية والتي تشير إلى درجات حرارة عند الثورات البركانية تبلغ 2000 كيلفن اتضح أنها مبالغة والتي ترجع إلى استخدام تصورات خاطئة.

صورة من نيو هورايزونز توضح بركان آيو تفاشتر يطلق المواد إلى ارتفاع 330 كم فوق سطح القمر.

اكتشاف سحب الغاز من بركاني بيلى ولوكي كانت العلامة الأولى على أن آيو نشط جيولوجيا. بشكل عام فإن هذه السحب تتكون عندما تُدفع المواد المتطايرة مثل الكبريت وثاني أكسيد الكبريت عاليا في السماء من براكين آيو بسرعة تصل إلى 1 كم في الثانية مكونة سحبا في شكل الشمسية من الغازات والغبار. كما يمكن العثور على مواد أخرى في هذه السحب مثل الصوديوم والبوتاسيوم والكلور. هذه السحب تكون ترسبات حمراء وسوداء على سطح القمر. السحب المتكونة بهذه الطريقة هي من ضمن الأضخم على سطح آيو حيث تكون حلقة قطرها يزيد عن 1000 كم. أمثلة على هذه الحلقات تشمل بيلى وتفاشتر ودازبوج.
نوع آخر من السحب يتشكل عند تقوم الحمم البركانية السائلة بتبخير ثاني أكسيد الكبريت الموجود تحتها باعثة الكبريت عاليا في السماء. هذا النوع من السحب عادة ما يكون ترسبات دائرية لامعة مكونة من ثاني أكسيد الكبريت. عادة ما تكون هذه السحب أقل من 100 كم في الارتفاع وهي من السحب التي تدوم لفترة طويلة على آيو. أمثلة على هذه السحب تشمل بروميثيوس وأميراني وماسوبي. المركبات الكبريتية تتركز في أعلى القشرة بسبب انخفاض ذوبان الكبريت في طبقات الجو العليا للقمر.

### الجبال
يوجد على آيو من 100 إلى 150 جبلا بمتوسط ارتفاع 6 كم ويبلغ ارتفاع أعلى جبل 17.5 كم تقريبا في جنوب بيزولى مونتس. غالبا ما تظهر الجبال كمكونات ضخمة منعزلة بدون شكل تكتوني محدد على عكس الأرض.
على الرغم من النشاط البركاني الكبير الذي يعطي آيو شكله المميز إلا أن تقريبا كل الجبال هي مكونات تكتونية وليست ناتجة عن البراكين حيث تشكلت معظم جبال آيو بسبب الضغط على قاعدة طبقة القشرة. كما أن التوزيع الجيولوجي للجبال يبدو كما لو كان معاكسا للتوزيع الجيولوجي للبراكين حيث أن المناطق التي توجد بها الجبال يوجد بها براكين أقل والعكس صحيح. تقريبا كل الجبال على سطح آيو تبدو كما لو كانت في مرحلة ما من التآكل مع ترسبات ضخمة عند قاع الجبال مكونة حواف متعرجة مما يؤدي إلى مناطق ضعف في حواف الجبال على سطح آيو.

## الغلاف الجوي

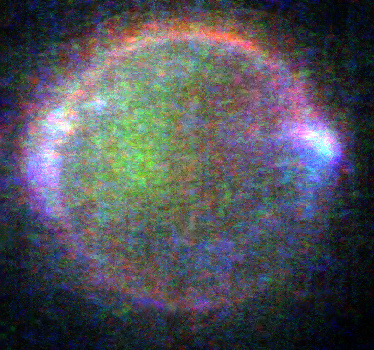
ضوء الشفق القطبي في طبقات الجو العليا لآيو. تمثل الألوان المختلفة انبعاثات لمكونات مختلفة من الغلاف الجوي حيث يمثل الأخضر الصوديوم والأحمر الأكسجين والأزرق الغازات البركانية مثل ثاني أكسيد الكبريت.

يمتلك آيو غلافا جويا رقيقا للغاية والذي يتكون بشكل رئيسي من ثاني أكسيد الكبريت مع كميات قليلة من أول أكسيد الكبريت وكلوريد الصوديوم وكبريت ذري وأكسجين. هناك تنوع كبير في الغلاف الجوي لآيو في الكثافة ودرجات الحرارة في كل وقت من اليوم وخطوط العرض والنشاط البركاني. أقصى ضغط جوي على سطح آيو يبلغ من 3.3 × 10−5 إلى 3 × 10−4 باسكال. تتراوح حرارة آيو بين الحرارة على السطح عند ارتفاعات منخفضة حيث يتواجد ثاني أكسيد الكبريت في توازن مع الغاز عند السطح إلى 1800 كلفن عند الارتفاعات العالية حيث يسمح الانخفاض في كثافة الغلاف الجوي الحرارة من البلازما.
تُظهر الصور عالية الجودة لآيو أن القمر يشهد ظاهرة الشفق القطبي. ومثل الأرض فالسبب هو الجسيمات الإشعاعية والتي تصطدم بغلافه الجوي إلا أن هنا في هذه الحالة تأتي الجسيمات المشحونة من غلاف المشتري المغناطيسي بدلا من الشمس في حالة الأرض. عادة ما يحدث الشفق القطبي قرب الأقطاب المغناطيسية للكواكب إلا أن الشفق القطبي الخاص بآيو يكون أكثر سطوعا عند خط الاستواء. لا يحتوي آيو على غلاف مغناطيسي داخلي خاص به لذا فإن الإلكترونات التي تسافر على طول المجال المغناطيسي للمشتري تصطدم بغلاف آيو الجوي مباشرة وتتجمع المزيد من الإلكترونات في غلافه الجوي منتجة الشفق القطبي.